# 本澤凌斗
本澤 凌斗（ほんざわ りょうと、1998年4月3日 - ）は、日本の男子バレーボール選手である。

## 来歴
東京都出身。妹の影響で小学4年生からバレーボールを始める。
2014年、駿台学園高等学校に進学。
高校卒業後、立教大学に進学したが、レベルの⾼い環境を求めて⼤学を休学（のちに中退）。2019年にV.LEAGUE DIVISION2 MEN（V2男子）に所属するヴォレアス北海道に入団した。入団1シーズン目となる2019-20シーズン、V2男子の試合に出場し、Vリーグデビューを果たした。チームは2023年にV1昇格を果たした。
2023-24シーズン、V1男子の試合に出場し、V1デビューを果たした。
2025年3月、韓国Vリーグのアジア枠トライアウトにエントリーしたが、4月に行われたドラフトでの指名はなかった。4月、2024-25シーズン限りでの退団が発表された。4月30日に自由交渉選手として公示。6月に北海道イエロースターズ入団が発表された。

## 所属チーム
- 駿台学園高等学校（2014-2017年）
- 立教大学（中退、2017-2019年）
- ヴォレアス北海道（2019-2025年）
- 北海道イエロースターズ（2025年-）